# Джабиев, Ризван Исрафил оглы
Ризван Исрафил оглы Джабиев (азерб. Rizvan İsrafil oğlu Cəbiyev; род. 5 ноября 1940 году, Кюрдамирский район, Азербайджанская ССР) — государственный и политический деятель. Депутат Милли меджлиса Азербайджанской Республики I и II созывов. Заслуженный журналист Азербайджана (2005).

## Биография
Родился Ризван Джабиев 5 декабря 1940 году в посёлке Ахтачи, ныне Кюрдамирского района, Республики Азербайджан. Высшее образование получил в Азербайджанском государственном педагогическом институте. В совершенстве владеет русским языком. С 2000 года является членом Партии «Новый Азербайджан». Длительное время работал журналистом в различных центральных изданиях Азербайджана. Заслуженный журналист, создатель законов «о СМИ» и «об Общественном телевидении».
На парламентских выборах 26 ноября 1995 года Ризван Джабиев, беспартийный кандидат по Кюрдамирскому округу № 72, был избран депутатом Милли Меджлиса I созыва. С 26 ноября 1995 года Ризван Джабиев стал членом постоянной комиссии Милли Меджлиса по экономической политике и рабочей группы по межпарламентским связям между Азербайджаном и Турцией.
На парламентских выборах, состоявшихся 5 ноября 2000 года, Ризван Джабиев, кандидат от Партии «Новый Азербайджан» по Кюрдамирскому округу № 72, был избран депутатом Милли Меджлиса II созыва. С 12 ноября 2000 года Ризван Джабиев стал членом постоянной комиссии Милли Меджлиса по вопросам обороны, рабочей группы по межпарламентским связям Азербайджан-Япония и руководителем рабочей группы по межпарламентским связям Азербайджан—Узбекистан.
Распоряжением Президента Азербайджана Ильхама Алиева № 3397 от 18 ноября 2017 года Ризван Джабиев был награждён медалью «Терегги» за заслуги в общественно-политической жизни Азербайджана.
В настоящее время находится на пенсии, пишет мемуары.
Ризван Джабиев женат, у него трое детей. Отец известного в Азербайджане рэпера Анара Сказбаба.